# Стари Тракај
Стари Тракај (литв. Senieji Trakai, пољ. Stare Troki) историјски је литвански градић смештен 3 километра источно од Тракаја.

## Етимологија
Име Тракај, долази од литв. trakas — „пољана, пропланак”, што сугерише да је замак саграђен на шумовитом месту пре дефорестације.

## Историја
Велики војвода Гедимин (литв. Гедиминас) пребацио је главни литвански град из Кернаве у Тракај (данашњи Стари Тракај).
Тамо је, 1321. године, подигао свој замак од опеке на месту старијег дрвеног замка.
Његов син Кејстут (литв. Кęстутис) изградио је нови замак у Новом Тракају (данашњи Тракај). Кејстутов син Витолд (литв. Vytautas) родио се у Старом Тракају 1350. године.
Замак у Старом Тракају је разорио Тевтонски ред 1391. године. Витолд је рушевине овог замка даровао бенедиктинцима 1405. године. Претпоставља се да садашњи манастир из 15. века у себи садржи и остатке Гедиминског замка.

## Географски положај
Налази се на 54°37' северне географске ширине и 24°58' источне географске дужине.
Управно припада Вилњуском округу.

## Становништво
Број становника је, према подацима из 2001. године, 1501.
Становништво чине: Литванци, Пољаци и Руси.